# Walther Nibbe
Walther Nibbe (* 31. August 1900; † 9. Dezember 1954 in Schleswig) war ein deutscher Parteifunktionär (NSDAP) und paramilitärischer Aktivist, zuletzt im Rang eines SA-Gruppenführers.

## Leben
Nach dem Ausbruch des Ersten Weltkriegs versuchte Nibbe, nachdem sein älterer Bruder Reinhold als Primaner als Kriegsfreiwilliger in die preußische Armee gemeldet hatte, sich ebenfalls als Kriegsfreiwilliger zu melden, wurde aber aufgrund seines Alters abgelehnt. Er riss anschließend viermal aus, um sich dem Militär anzuschließen, wurde aber jedes Mal von der Polizei zurückgebracht. Schließlich durfte er mit einer Sondergenehmigung der Obersten Heeresleitung als Vierzehnjähriger in die Armee eintreten. Nach einer kurzen Ausbildung wurde er, wie sein Bruder dem Reserve-Infanterie-Regiment 48 zugeteilt. Einen Tag nachdem er an die Front kam – er wurde derselben Kompanie wie sein Bruder zugeteilt – starb dieser im September 1915 an der Ostfront,  angeblich in Nibbes Armen. Nibbe wurde daraufhin zu den Heeresfliegern geschickt.
Nach dem Krieg gehörte Nibbe einige Jahre der Reichswehr an.
Nibbe trat zum 1. Mai 1930 in die NSDAP (Mitgliedsnummer 240.287) und im selben Jahr in die SA ein. In der letzteren machte er Karriere als Funktionär: Im Gefolge der Stennes-Revolte vom 1. April 1931 ernannte ihn der kommissarische „SA-Führer Ost“ Paul Schulz zum Führer des Gausturms Mecklenburg der SA. In dieser Stellung erhielt Nibbe den Rang eines SA-Oberführers. Am 10. April 1938 wurde Nibbe Chef des Amtes „Organisation und Einsatz“ bei der Obersten SA-Führung in München und organisierte unter anderem den SA-Aufmarsch beim Reichsparteitag 1938. Im selben Jahr wurde er zum SA-Brigadeführer befördert.
1939 wurde Nibbe Führer der SA-Gruppe Südmark mit Dienstsitz in Graz und erhielt dabei den Rang eines SA-Gruppenführers. Im Januar 1940 wird er zum Führer der SA-Gruppe Nordmark ernannt. 1945, kurz vor Ende des Zweiten Weltkriegs, wurde er schließlich Führer der SA-Gruppe Pommern, im Rang eines SA-Obergruppenführers. Als rigoroser Antikommunist wies Nibbe seinen ältesten Sohn in der letzten Kriegsphase an, seine ganze Familie zu erschießen, falls die Rote Armee ihren Aufenthaltsort erreichen würde.
Nach Kriegsende wurde Nibbe von der britischen Armee verhaftet und bis Herbst 1952 interniert. Anschließend ließ er sich in München nieder, wo seine Frau und Kinder bereits seit mehreren Jahren lebten. Er übernahm eine leitende Funktion im Verlag der Deutschen National-Zeitung. Er starb im Dezember 1954 während einer Geschäftsreise in Schleswig.

## Familie
Nibbe war verheiratet und hatte sechs Söhne.

## Beförderungen
- SA-Oberführer: 1931
- SA-Brigadeführer: 10. April 1938
- SA-Gruppenführer: 1939